# Fullaway
Fullaway var en civil parish från 1858 till 1894 då den blev en del av Stert, i grevskapet Wiltshire, i England. Civil parish var belägen 4 km från Devizes och hade 11 invånare år 1891.